# دوشميان (مقاطعة دالاهو)
دوشميان (بالفارسية: دوشمیان) هي قرية تقع في كرمانشاه في إيران. يقدر عدد سكانها بـ 578 نسمة بحسب إحصاء 2016.